# Сухое Озеро (Башкортостан)
Сухо́е О́зеро (баш. Сухое Озеро) — деревня станции в Абзелиловском муниципальном районе Республики Башкортостан России, относится к Альмухаметовскому сельсовету.
С 2005 г. носит современный статус.

## Географическое положение
Расстояние до:
- районного центра (Аскарово): 42 км,
- центра сельсовета (Целинный): 21 км,
- ближайшей железнодорожной станции (Сухое Озеро): 0 км.

## История
Название восходит к лимнониму Сухое озеро
Статус деревни, сельского населённого пункта, посёлок станции Сухое Озеро получил согласно Закону Республики Башкортостан от 20 июля 2005 года N 211-з «О внесении изменений в административно-территориальное устройство Республики Башкортостан в связи с образованием, объединением, упразднением и изменением статуса населённых пунктов, переносом административных центров», ст.1:

6. Изменить статус следующих населённых пунктов, установив тип поселения — деревня:
1) в Абзелиловском районе:…

н) поселка станции Сухое Озеро Альмухаметовского сельсовета

## Население
| 1959 | 1970 | 1979 | 1989 | 2002 | 2009 | 2010 |
| ---- | ---- | ---- | ---- | ---- | ---- | ---- |
| 17   | ↗55  | ↗66  | ↘41  | ↘30  | ↘21  | ↘14  |

Национальный состав
Согласно переписи 2002 года, в посёлке станции Сухое Озеро преобладающие национальности: башкиры (60 %) и русские (40 %)